# Obing
Obing é um município da Alemanha, situado no distrito de Traunstein, no estado da Baviera. Tem 43,75 km² de área, e sua população em 2019 foi estimada em 4.332 habitantes.